# 宮城県民歌
「宮城県民歌」（みやぎけんみんか）は、日本の宮城県で1939年（昭和14年）に制定された初代県民歌である。
作詞・高松茂夫、作曲・東京音楽学校。

## 解説
河北新報が1938年（昭和13年）9月15日発行分で紙齢1万5000号となることを記念して河北新報社が宮城県教育会と合同で公募を実施し、土井晩翠を委員長とする選定委員会が応募された1527篇の歌詞を審査した。その結果、小学校教員を休職中の高松茂夫が応募した歌詞が入選作となり、11月29日付の河北新報紙面で発表された。作曲は主催者が東京音楽学校に依頼したもので翌1939年（昭和14年）1月末に完成、2月5日に仙台市公会堂で河北新報社、宮城県教育会、宮城県、仙台市の共催により発表演奏会が執り行われた。制定の目的は「東北の中心的、指導的使命を全うするための士気を鼓舞し、愛郷精神の滋養を図る事」とされている。
太平洋戦争終結の翌1946年（昭和21年）には、いわゆる「復興県民歌」として宮城県と河北新報社が合同で歌詞を公募した「輝く郷土」が2代目県民歌として新たに制定されたため6年余りと短命であったが、県の公式サイトでは初代「宮城県民歌」も「輝く郷土」と合わせて紹介されている。ただし、宮城県では現在「輝く郷土」1曲のみを正式な県民歌と規定しており、秋田県の2代目「県民の歌」に対する初代「秋田県民歌」のような対等に並立する形とはなっていない。
1952年（昭和27年）発行の社史『河北新報社小史』および1967年（昭和42年）発行の『河北新報社の七十年』では、いずれも初代「宮城県民歌」と誤って「輝く郷土」の歌詞を掲載していた。県の成立から150年の節目に当たる2022年（令和4年）11月1日より、河北新報社がYouTubeの公式チャンネルで県から提供を受けた旧「宮城県民歌」の音源を公開している（収録時期および歌唱、演奏者は不詳）。

### 作詞者
作詞者の高松 茂夫（たかまつ しげお、1913年 - 1940年）は桃生郡鹿又村（河南町を経て現在は石巻市の一部）出身で、1932年（昭和7年）に宮城県師範学校を卒業して小学校教員となったが「宮城県民歌」を応募した際は病気療養のため帰郷中であった。審査委員の阿刀田令造は「支倉常長以来封建制下の種々等の制限を乗り越えて発展した雄大な理想を受け継いでいるので県民歌もそういうものを表すものでなければならない」と前置きし、高松の応募作が最もこの理想に適っていたとの選評を残している。
しかし、療養の甲斐なく入選から2年後の1940年（昭和15年）に死去した。享年28。
2001年（平成13年）、石巻市に住むピアニストの橋本宗子が第56回新世紀・みやぎ国体開会式で演奏される「輝く郷土」の歌唱指導に当たっていた際に旧「宮城県民歌」の存在と作詞者が母方の親戚であることを知り、復活演奏を提唱した。県では当初「県民の中で機運が盛り上がることが大事」としていたが、旧「宮城県民歌」を知る高齢者や県庁OBらを中心に賛同者を募った結果、現在では「輝く郷土」と合わせて県のサイトで紹介されるようになり実質的に「県民愛唱歌」のような形で復活している。
なお、2代目「輝く郷土」の作詞者である遠山徳男は高松の出身地である鹿又と同じ桃生郡に属する桃生村（桃生町を経て現在は鹿又と同様に石巻市の一部）の出身であった。

## 歌詞
初代「宮城県民歌」は詞・曲とも著作権の保護期間を満了し、パブリックドメインとなっている。